# Intel 80186 y 80188

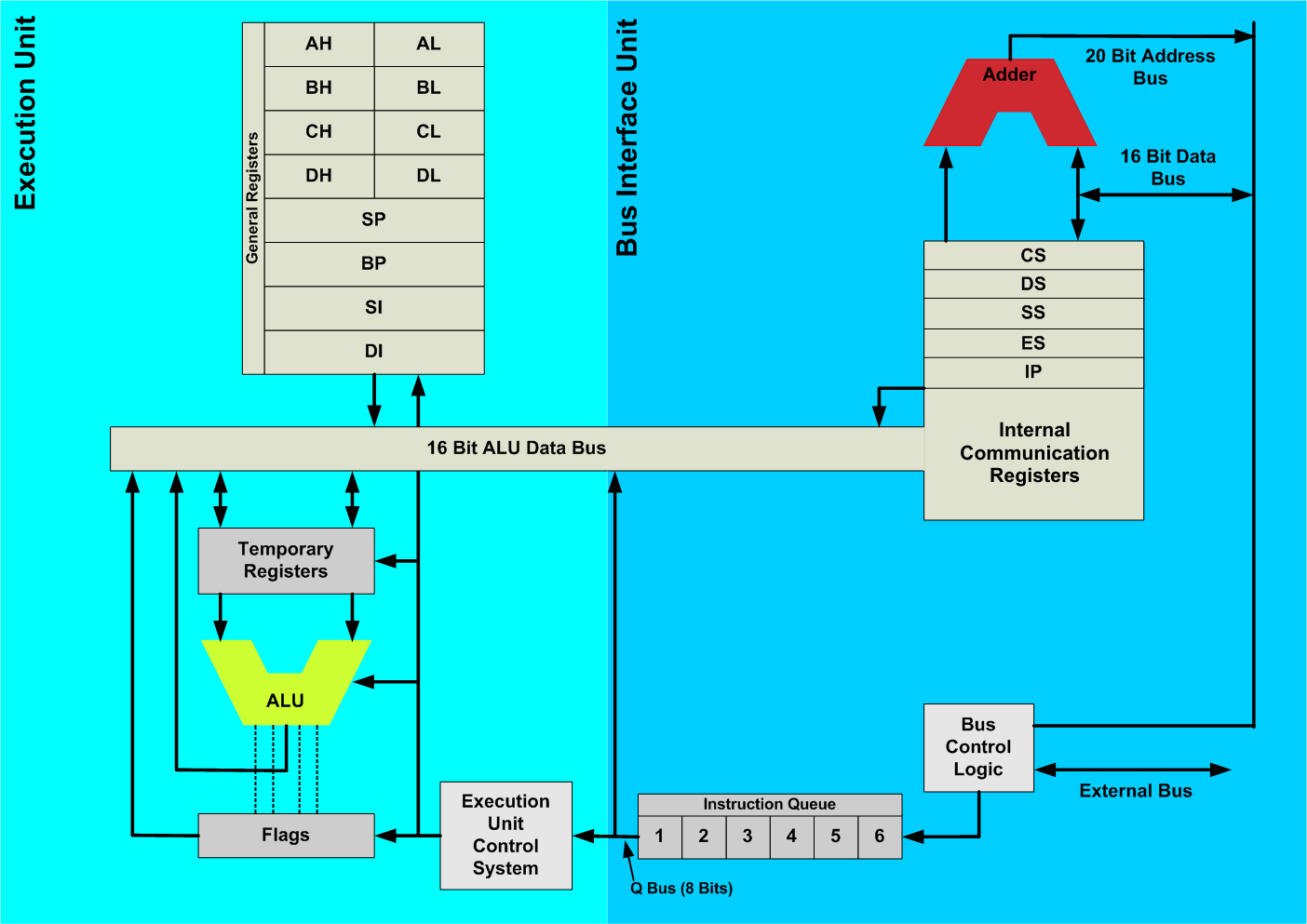
Arquitectura del 80186.

Los Intel 80186 y 80188 (i80186 e i81088) son dos microprocesadores que fueron desarrollados por Intel alrededor de 1982. Los i80186 e i80188 son una mejora del Intel 8086 y del Intel 8088 respectivamente. Al igual que el i8086, el i80186 tiene un bus externo de 16 bits, mientras que el i80188 lo tiene de 8 bits como el i8088, para hacerlo más económico. La velocidad de reloj del i80186 e i80188 es de 6 MHz.
Ambos microprocesadores no fueron muy usados en ordenadores personales, sino que su uso principal fue como procesadores empotrados. De todos modos hubo excepciones, como el Mindset, un ordenador muy avanzado para la época, y el Gateway Handbook, un pequeño subnotebook. Otro más fue el Compis, un ordenador escolar sueco. También la firma norteamericana Monroe Systems for Business, conocida mundialmente por sus calculadoras de escritorio, desarrolló un microcomputador llamado Monroe System 2000 (código interno de fábrica "Marvin") basado en este procesador y dotado del sistema operativo multitarea Concurrent CPM/86. 
Una característica principal del i80186 e i80188 es que utilizándolos es posible reducir el número de circuitos integrados auxiliares necesarios, al integrar características como un controlador de acceso directo a memoria (DMA), un controlador de interrupciones, temporizadores y lógica de selección de circuito integrado.

## Nuevas instrucciones
Con el i80186 e i80188 se introdujeron ocho nuevas instrucciones al conjunto de instrucciones x86.